# Triaenostreptus unciger
Triaenostreptus unciger är en mångfotingart som beskrevs av Carl Graf Attems 1928. Triaenostreptus unciger ingår i släktet Triaenostreptus och familjen Spirostreptidae. Inga underarter finns listade i Catalogue of Life.